# Кавасима, Умика
Умика Кавасима (яп. 川島 海荷 Kawashima Umika, род. 3 марта 1994 года в префектуре Сайтама, Япония) — японский идол, певица и актриса

## Об артистке
Умика Кавасима снималась в большом количестве японских телевизионных драм и кинофильмов. Дебютировала в индустрии развлечений в двенадцатилетнем возрасте. Снялась в большом количестве телевизионных сериалов и художественных фильмов, после чего стала вести собственное утреннее телевизионное шоу.
Участница японской гёрл-группы 9nine. Присоединилась к группе в 2007 году и была её частью вплоть до 2016 года. Приняла участие в самом крупном концерте 9nine, прошедшем на стадионе Ниппон Будокан в 2014 году.
Закончила токийский Университет Мэйдзи, получив академическую степень по психологии.

## Фильмография

### Телевизионные драмы
- Dare Yorimo Mama wo Ai su[англ.] (TBS, 2006)
- Yakusha Damashii! (яп. 役者魂!) (Fuji TV, 2006)
- Iryu -Team Medical Dragon- 2[англ.] (Fuji TV, 2007, эп. 6—7)
- Code Blue[англ.] (Fuji TV, 2007, эп. 1)
- Bloody Monday (TBS, 2008)
- Kiina: Fukanō Hanzai Sōsakan (яп. キイナ～不可能犯罪捜査官～) (NTV, 2009, эп. 2)
- Aishiteru[англ.] (NTV, 15 апреля — 17 июня 2009)
- Tenchijin[англ.] (NHK, 2007—2009) — Сэнхимэ (эп. 46, 2009)
- Bloody Monday 2 (TBS, 2010)
- Tōmawari no Ame (яп. 遠まわりの雨) (NTV, 27 марта 2010)
- Kaibutsu-kun (яп. 怪物くん, "Монстр-кун") (NTV, 2010)
- Kaibutsu-kun SP (яп. もう帰って来たよ!! 怪物くん 全て新作SP) (NTV, 26 июня 2010)
- Sekai no Owari ni Saku Hana (яп. 世界の終わりに咲く花) (драма для мобильных телефонов, BeeTV, 2010)
- 99-nen no Ai: Japanese Americans[англ.] (TBS, 2010)
- Heaven's Flower The Legend of Arcana[англ.] (TBS, 2011)
- Koukousei Restaurant[англ.] (NTV, 2011)
- Hanawake no Yonshimai (яп. 華和家の四姉妹, "Four Hanawa Sisters") (TBS, 2011)
- Kaibutsu-kun SP (яп. 完全新作!! 怪物くんSP) (NTV, 15 октября 2011)
- Hanayome (яп. 花嫁, «Невеста») (новогодняя драма по рассказу Кунико Микоды, TBS, 2 января 2012)

### Кинофильмы
- Life Tengoku de Kimi ni Aetara (яп. Life 天国で君に逢えたら) (25 августа 2007, Toho)
- Keitai Kareshi (яп. 携帯彼氏, "Mobile Boyfrend") (24 октября 2009, Gonzo/Synergy)
- Watashi no Yasashikunai Senpai (яп. 私の優しくない先輩) (17 июля 2010, Phantom Film)
- Hoshi Mamoru Inu[англ.] (11 июня 2011, Toho)
- Kaibutsu-kun (яп. 怪物くん) (26 ноября 2011, Toho)

#### Озвучивание
- Легенды ночных стражей (яп. ガフールの伝説) (1 октября 2010, Warner Brothers) — голос Гильфи в японскоязычной версии

### Аниме
- Star Driver: Kagayaki no Takuto (20 февраля 2011, TBS)

### Рекламные ролики
- Shiseido Sea Breeze[8] (2010-present)

## Награды
- 2nd Tokyo Drama Awards: Лучший новичок (2009)